# SmartCity Malta

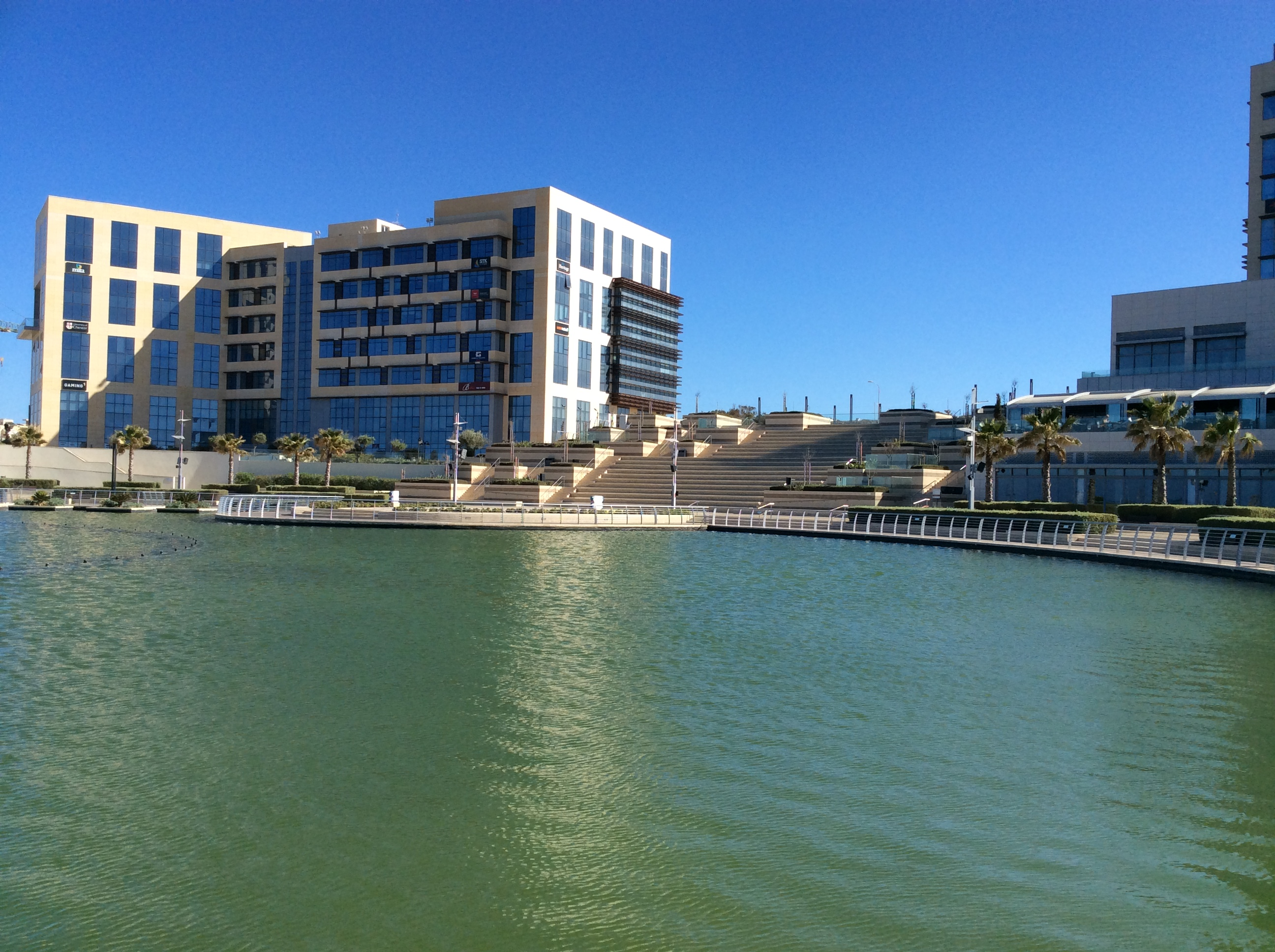
SmartCity Malta (2017)

SmartCity Malta (SCM) ist ein Wissenscluster, der sich auf dem ehemaligen Gelände des Industriegebietes Ricasoli in Kalkara befindet. Im September 2007 wurde mit der Umsetzung des Projektes begonnen und dieses soll im Jahr 2021 abgeschlossen werden. Bereits 2010 wurden erste Büros eröffnet. Die Kosten des Projektes sollen sich insgesamt auf 275 Millionen € belaufen.

## Unternehmensstruktur
Anfang April 2007 wurde eine Vereinbarung zwischen der SmartCity und der maltesischen Regierung unterzeichnet, das Projekt SCM gemeinsam zu entwickeln. Diese Art der Kooperation bietet viele Vorteile und Beschleunigungen im Planungsprozess.
SmartCity Malta ist eine Joint Venture aus SmartCity Dubai und der Regierung Maltas. Wobei die Regierung selbst mit einer Kapitalbeteiligung von 9 % an ihr beteiligt ist. Gegründet wurde SmartCity durch das Unternehmen TECOM Investments als Teil der Dubai Holding, welches ein globales Netzwerk verschiedener Business Parks aufbauen möchte. Neben erfolgreich angelegten Parks in Dubai soll nun auch das geplante Wirtschafts- und Wissenscluster Maltas neben den bereits ansässigen Unternehmen internationale Unternehmen anziehen. Langfristig gesehen möchte Malta so führend im Bereich von Wissensclustern werden, vielfältige Jobperspektiven für die einheimische Bevölkerung bieten und das heimische BIP steigern.
TECOM Investments hat bereits im Jahr 2000 das erste Industrie-Cluster im Bereich der Informations- und Kommunikationstechnologie (ICT) Dubai Internet City ins Leben gerufen. Neben der SmartCity Kochi soll SmartCity Malta das erste Cluster mit internationaler Ausrichtung werden.

## Das Konzept
Das Konzept der SmartCity basiert vor allem auf dem nachhaltigen und ressourcenschonenden Umgang mit der Umwelt, welcher gleichzeitig Kostenersparnisse hervorbringen soll. Verschiedene Fachleute wurden damit beauftragt, die negativen Umweltauswirkungen des Clusters so gering wie möglich zu halten. Das U.S. Green Building Council (USGBC) verlieh der SmartCity bereits für die ersten Gebäude SCM01, SCM02 and SCM03 den LEED Silver. Einige der geplanten und zum Teil bereits umgesetzten Maßnahmen sind:
- Der Einsatz von LED-Leuchten, die mit Hilfe von Photovoltaik betrieben werden
- Wärmerückgewinnung durch eingebaute Räder
- Ein Sturm-Wasser-Management-System, das die Regenwassernutzung optimiert
- Doppelverglasung in den Gebäuden[6]

## Standortwahl Malta
Als ausschlaggebendes Kriterium für den Standort Malta gilt die geographische Lage im Zentrum des Mittelmeeres in Kombination mit der Staatssprache Englisch. So bietet Malta den wirtschaftlichen Vorteil, die Märkte von Europa, Nordafrika und dem Nahen Osten zu vereinigen. Zudem ist Maltas Infrastruktur bereits mit einem modernen Hafen und effizienten Logistikzentren ausgestattet. Die politische Ausrichtung Maltas sorgt seit Jahren für eine stabile Wirtschaft und schafft für Unternehmen verschiedenste steuerliche Vergünstigungen und Anreize. Eine sogenannte 6/7 Regelung sorgt bei Unternehmensansiedlungen auf Malta für eine nachträgliche Steuerrückerstattung in Form von Dividenden oder Boni.

## Gewerbeflächenverteilung
Neben Unternehmen wie Huawei, IBM, STK Europe und TMF Group soll SmartCity Malta auch Erholungsflächen, Hotelgewerbe, Einkaufsmöglichkeiten und Gastronomie beherbergen und so in Zukunft 11.000 Arbeitsplätze schaffen. Von den insgesamt 360.000 m² stellen die Geschäftsbereiche einen Anteil von 160.000 m² dar, das Areal mit Erholungs- und Freizeitfunktion wird eine Fläche von 118.000 m² umfassen und 60.000 m² sind für Wohnareale vorgesehen.
Der Laguna Walk stellt seit Juli 2014 den neuen Anziehungspunkt dar; ein Areal, das Platz für Unterhaltung, Freizeit und Gastronomie bietet. Diverse architektonische Highlights, wie ein Open-Air-Amphitheater oder der großflächig angelegte Springbrunnen mit Blick auf die Lagune, laden hier zum Entspannen und Flanieren ein.